# O Nosso Amor (canção)
"O Nosso Amor" é o título de uma canção escrita por Carlos Randall, Mário Campanha e Randalzinho. Foi gravada por Guilherme & Santiago e deu o nome ao álbum "O Nosso Amor, lançado em 2003. A canção que se tornou um dos maiores sucessos da dupla, foi a primeira música de trabalho do disco, e inicialmente ficou conhecida por fazer parte da trilha sonora do filme Didi, o Cupido Trapalhão, sendo um dos poucos sertanejos a terem suas músicas em filme.[carece de fontes?] Foi regravada no álbum "É Pra Sempre Te Amar - Ao Vivo", lançado em 2005.

## Desempenho nas paradas

### Posições
| País   | Parada         | Melhor posição |
| ------ | -------------- | -------------- |
| Brasil | Brasil Hot 100 | 14             |